# カコダイモーン
カコダイモーン（希 κακοδαίμων カコダイモーン、羅：cacodaemon カコダエモン、英：cacodemon カコディーマン）とはギリシア語で悪しき霊（κακος 「悪しき」 + δαίμων 「霊」）を意味する語である。対義語の「アガトダイモーン」または「エウダイモーン」は善なる霊、すなわちユダヤ・キリスト教でいうところの（善）天使である。
「デーモン」（demon）と言えば悪魔のイメージがあるが、古代ギリシアでの元々の意味は善悪のない中立的なニュアンスであった。
英語における心理学用語の cacodemonia または cacodemomania は、悪霊に憑依されていると信じ正気を失った症状を指す。